# Левинський Лев Іванович
Лев Іва́нович Леви́нський гербу Сас (пол. Leon Lewiński; нар. 1844, Журавно — пом. 1912, Львів) — український управлінець, очільник фабрики Івана Левинського у Львові. Січневий повстанець. Батько архітектора Льва Левинського.

## Біографія
Народився 1844 року в с. Журавно (Королівство Галичини та Володимирії, Австрійська імперія) в родині директора народної школи Івана Левинського гербу Сас та його дружини Йозефи з Гаузерів. Після смерті батька, у 1859 році, через скрутне матеріальне становище, мати з дітьми переїхала до Стрия, де змушена була працювати.
Перебравшись до Львова служив фельдфебелем у частині по вул. Курковій (нинішня вул. Лисенка). В цей час допомагав своєму братові Івану, який тоді продовжив навчання у львівській реальній гімназії. Пізніше був кандидатом у лісівники.
Брав участь у Січневому повстанні. Під час повстання був рядовим у 3-й стрілецькій роті під командуванням генерала Юзефа Висоцького та капітана Кудлічки. 2 липня 1863 року брав участь у битві під Радивиловом, а згодом служив польським жандармом під командуванням полковника Едварда Ганзера. Був легко поранений.
Після провалу повстання він одружився з донькою пароха церкви Святого Миколая у с. Гошів Теофіла Горнякевича (1823–1894) — Олімпією (пом. 1929), і влаштувався на фабрику металевих виробів барона Ґрьодля у с. Демня Вижня (нині — частина м. Сколе). Там у нього народився син — майбутній український архітектор Лев Левинський. Згодом родина повернулася до Львова, де Іван очолив фабрику свого брата на вул. Крижовій, 42 (нинішня вул. Генерала Чупринки, 58).
Станом на 1897 рік був почесним членом польського Товариства ветеранів 1863 року (пол. Towarzystwo Weteranów z roku 1863).
Помер у 1912 році. Похований на Личаківському цвинтарі у Львові.